# Motor de coet

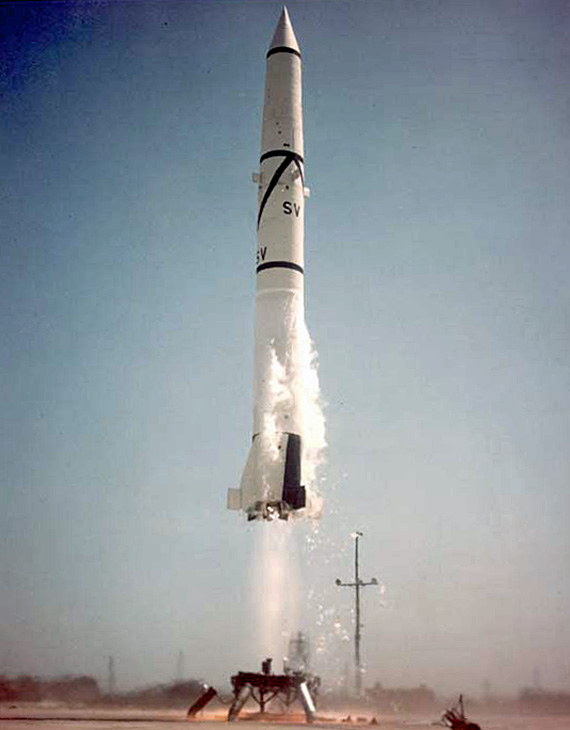
Míssil CC-56.

Un motor de coet és un tipus de motor de reacció que genera impuls mitjançant l'expulsió de gasos que provenen de la cambra de combustió. Aquests motors empren combustible i oxidant emmagatzemats al mateix vehicle, no requereixen oxigen atmosfèric, i per això es poden utilitzar per a propulsar coets i satèl·lits a l'espai.
Els motors de coet incorporen tant el combustible, que sol ser querosè o hidrogen líquid, com el comburent o oxidant (per exemple líquid). El motor de coet és el motor més potent conegut i la seva relació pes/potència en fan el motor ideal per utilitzar-lo en naus espacials.

## Tipus
Hi ha diverses classificacions de coets. La immensa majoria són coets químics que obtenen la propulsió mitjançant reaccions químiques exotèrmiques del propel·lent. Aquests al seu torn es divideixen en:
- Motors de propergol sòlid. Es refereix als motors que empren substàncies sòlides, generalment una barreja que s'encén.
- Motors de propergol líquid. Empra un o més propergols líquids que es mantenen en tancs abans de l'encesa. Segons la tècnica emprada per dur-los a la cambra de combustió existeixen diversos cicles: pressuritzat els tanc, mitjançant un generador de gas, cicle expansor i combustió esglaonada. Hi ha una classe de propergols que cremen quan entren en contacte, els propergols hipergòlics, que eliminen la necessitat d'un sistema d'encesa. Una altra variant són els coets monopropelents que utilitzen un sol propulsor, descompost mitjançant un catalitzador. Els compostos més emprats per monopropelents són la hidrazina i el peròxid d'hidrogen.
- Motors de propergol híbrid. Tenen un propulsor sòlid a la cambra de combustió i un segon propel·lent líquid o gas s'afegeix per realitzar la combustió.

Els coets tèrmics són coets on el propel·lent és inert, però s'escalfa mitjançant una font d'energia, generalment no química, tal com solar, nuclear o radiant. Hi ha un motor que fa servir un mètode molt similar, el motor iònic, que empra una font d'energia externa per accelerar ions. Encara que és un motor de reacció, no és pròpiament un coet ja que no empra una tovera.

## Principi de funcionament

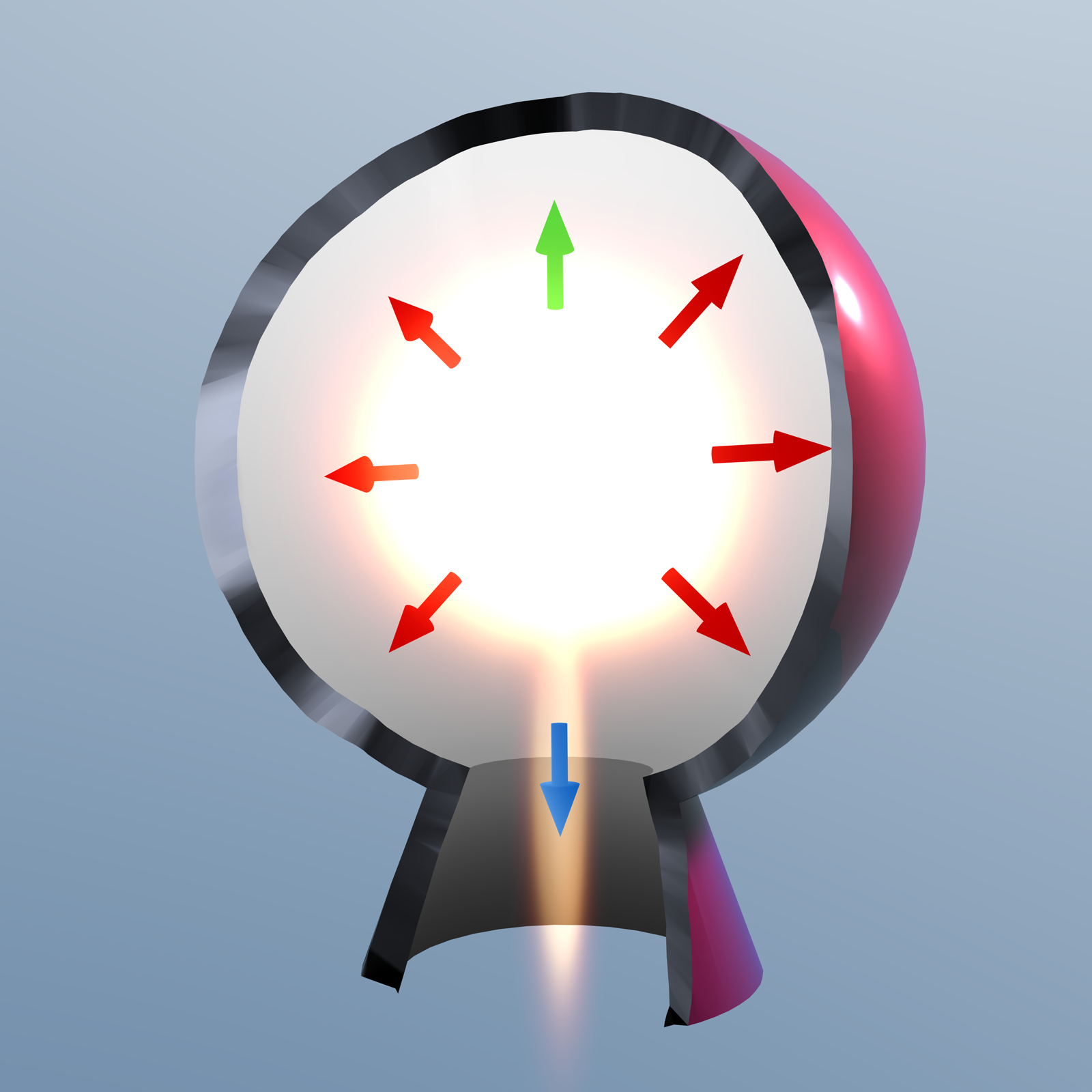
La pressió dins de la cambra de combustió impulsa als gasos cap a la tovera.

Els motors coet produeixen l'embranzida per l'expulsió a alta velocitat d'un fluid. Aquest fluid és, gairebé sempre, un gas generat per la combustió dins d'una cambra de combustió a alta pressió (10-200 bar) de propergols sòlids o líquids, que consta de dos components: combustible i oxidant.
La fuita de fluid es fa passar a través d'una tovera de propulsió supersònica que utilitza la energia calorífica del gas per accelerar la fuita a una velocitat molt alta, i la força de reacció a aquesta empeny el motor en l'adreça oposada.
En els motors coet les altes temperatures i pressions afavoreixen el bon rendiment, perquè permet muntar toveres més llargues en el motor, la qual cosa proporciona majors velocitats de fuita, així com un millor rendiment termodinàmic.

### Introducció dels propergols en la cambra de combustió
El propulsor del coet és una massa que s'emmagatzema, en general en alguna forma de dipòsit de carburant, abans de ser expulsat pel motor coet en forma d'un doll de fluid per produir embranzida.
Els coets amb propulsors químics són els més comunament utilitzats, tenen reaccions químiques exotèrmiques que produeixen gas calent que s'utilitza per impulsar-los. Alternativament, una massa químicament inerta es pot escalfar mitjançant una font d'alta energia a través d'un bescanviador de calor, i llavors no s'empra cambra de combustió.

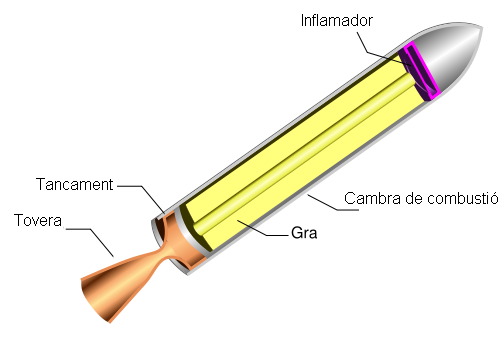
Un motor coet sòlid.

Els coets de propel·lents sòlids es preparen com una barreja de combustible i comburent anomenat 'gra' i la carcassa d'emmagatzematge de propel·lent es converteix efectivament en la cambra de combustió. En els coets de combustible líquid normalment una bomba impulsa, per separat, el combustible i el comburent a la cambra de combustió, on es barregen i cremen. Els motors coet híbrids utilitzen una combinació de propulsors sòlids i líquids o gasosos. Els coets tant líquids com a híbrids utilitzen injectors per introduir el propulsor en la càmera. Aquests són sovint una sèrie de simples dolls - forats pels quals el propel·lent s'escapa sota pressió, però de vegades poden ser filtres de pulverització més complexes. Quan dos o més propulsors injecten els dolls dels propulsors solen xocar deliberadament ja que això trenca el flux en gotes més petites que es cremen més fàcilment.

### Cambra de combustió
En els coets químics, la cambra de combustió és generalment solament un cilindre i molt poques vegades s'utilitzen estabilitzadors de flama. Les dimensions del cilindre són tals que els propergols són capaços de reaccionar completament; diferents propergols requereixen diferents grandàries de cambra de combustió perquè això ocorri. Això condueix a un nombre anomenat L*:
{\displaystyle L^{*}={\frac {V_{c}}{A_{t}}}}
on:
- Vc és el volum de la càmera
- At és l'àrea de la gola de la tovera.
L*:normalment se situa en l'interval de 0,64 a 1,5 m.
La combinació de temperatures i pressions que normalment s'aconsegueixen en una cambra de combustió sol ser extrema en tots els sentits. A diferència dels motors de reacció que consumeixen aire, no està present el nitrogen atmosfèric que té com a efecte diluir i refredar la combustió, i la temperatura pot aconseguir valors gairebé estequiomètrics. Això, en combinació amb les altes pressions, significa que la velocitat de conducció de calor a través de les parets és molt alta.

### Toveres

Distribució típica de la temperatura (T) i pressió (p) i velocitat (v) en una tovera Laval.

L'embranzida del coet és causat per les pressions que actuen en la cambra de combustió i en la tovera. Per la tercera llei de Newton, pressions iguals i oposades actuen sobre el tub de fuita, i aquest s'accelera a altes velocitats.

La tovera amb el seu con d'expansió en forma de gran campana o filtre dona al motor coet la seva forma característica.
En els coets, el gas calent produït en la cambra de combustió es permet escapar de la cambra de combustió a través d'una obertura (la "boca"), dins d'un filtre d'alta expansió relació 'de Laval'.
Quan es proporciona suficient pressió a la tovera (aproximadament 2,5 a 3 vegades per sobre de la pressió ambienti) del filtre reactàncies i es forma un doll supersònic, accelerant dramàticament el gas, convertint la major part de l'energia tèrmica en energia cinètica.
Les velocitats de fuita varien depenent de la relació d'expansió que el filtre està dissenyat per donar. No és rar que la velocitat de fuita sigui tan alta com deu vegades la velocitat del so en l'aire al nivell del mar.
Aproximadament la meitat de l'embranzida del motor del coet prové de les pressions desequilibrades dins de la cambra de combustió i la resta prové de les pressions que actuen contra l'interior del filtre (vegeu el diagrama). A mesura que el gas s'expandeix (adiabáticamente), la pressió contra les parets del filtre fa que el motor del coet s'acceleri en una adreça mentre el gas ho fa en l'altra.

### Eficàcia del propel·lent
Per a l'eficàcia com a propulsor d'un motor coet és important crear les pressions màximes possibles en les parets de la càmera i el filtre per a una quantitat específica d'agent propulsor, ja que aquest és l'origen de l'embranzida. Això pot aconseguir-se pels següents mètodes:
- escalfar el propel·lent a una temperatura tan alta com sigui possible (utilitzant un combustible d'alta energia, que conté hidrogen o carboni i, eventualment metalls com l'alumini, o fins i tot, teòricament, amb energia nuclear)
- utilitzar un gas de baixa densitat específica (tan ric en hidrogen com sigui possible)
- utilitzar propulsors que són, o es descomponen en, molècules senzilles amb pocs graus de llibertat per maximitzar la velocitat de translació.

ja que totes aquestes coses minimitzen la massa del propel·lent utilitzat, i lloc que la pressió és proporcional a la massa de propel·lent present a accelerar-se a mesura que empenyen en el motor, i atès que a partir de la tercera llei de Newton, la pressió que actua sobre el motor també actua recíprocament en el propel·lent, resulta que per a qualsevol motor donat la velocitat del propulsor que surt de la càmera no es veu afectada per la pressió de la càmera (encara que l'embranzida és proporcional). No obstant això, la velocitat es veu afectada significativament pels tres dels factors anteriors i la velocitat de fuita és una excel·lent mesura de l'eficiència del motor propulsor. Això es denomina velocitat de fuita, i després es prenen en compte factors que poden reduir, la velocitat eficaç de l'extractor és un dels paràmetres més importants d'un motor coet (encara que el pes, cost, facilitat de fabricació i uns altres solen ser també molt importants).
Per raons aerodinàmiques del flux va sònica (" chokes ") en la part més estreta del filtre, la 'gola'. ja que la velocitat del so en gasos augmenta amb l'arrel quadrada de la temperatura, l'ús de gas de fuita calenta millora considerablement el rendiment. En comparació, a temperatura ambienti, la velocitat del so en l'aire és aproximadament 340 m/s mentre que la velocitat del so en el gas calent d'un motor coet pot ser més de 1700 m/s; gran part d'aquest rendiment es deu a una temperatura més alta, però addicionalment es trien propulsors de coets per ser de baixa massa molecular, i això també dona una velocitat major en comparació de l'aire.
L'expansió en la tovera del coet després multiplica encara més la velocitat, típicament entre 1,5 i 2 vegades, donant un doll de fuita hipersònic molt col·limat. L'augment de velocitat d'una tovera del coet és determinada principalment per la seva expansió relació àrea-la relació entre l'àrea de la gola per a l'àrea en la sortida, però les propietats detallades del gas també són importants. Augmentar la relació de filtres són més massives però són capaces d'extreure més calor dels gasos de combustió, augmentant la velocitat de fuita.
L'eficiència de la tovera està afectada en l'atmosfera pels canvis de la pressió atmosfèrica amb l'altitud, però a causa de les velocitats supersòniques del gas que surt d'un motor coet, la pressió del doll pot ser o bé per sota o per sobre de l'ambienti, i l'equilibri entre els dos no s'ha aconseguit en totes les altituds.

### Contrapressió i expansió òptima
Per a un rendiment òptim de la pressió del gas en l'extrem del filtre solament ha de ser igual a la pressió ambiental: si la pressió dels gasos de fuita és menor que la pressió ambienti, a continuació, el vehicle serà frenat per la diferència de pressió entre la part superior del motor i la sortida, per l'altre costat, si la pressió dels gasos de fuita és més alta, llavors la pressió de fuita que podria haver estat convertida en embranzida no es converteix, i l'energia es malgasta.
| Efecte de la pressió exterior sobre el rendiment de la tovera |                                                                                           | | |
| centro | centro                                                                                    | centro | centro |
| Tovera subexpandida. El gas del doll al final de la tovera té una pressió major a la de l'ambient pel que l'expansió contínua fos. Es malgasta pressió que es podria convertir en embranzida. | Tovera crítica. La pressió al final de l'expansió en la tovera coincideix amb l'ambienti. | Tovera sobreexpandida. La pressió del doll de gas és menor que la pressió ambienti abans d'acabar el recorregut per la tovera. El rendiment també cau. No obstant això, les toveres lleugerament sobreexpandides produeixen més embranzida que les toveres críticament expandides si no es produeix la separació de la capa límit. | En les toveres amb un gran sobreexpandit es perd menys eficiència, però poden causar problemes mecànics amb la tovera, i si el despreniment no és uniforme, produir forces laterals. |
| El doll es torna progressivament més infraexpandit en guanyar altura. Gairebé tots els motors coet serà un moment summament crescut a l'excés durant l'inici d'una atmosfera.                 |                                                                                           | | |

Per mantenir aquest ideal de la igualtat entre la pressió de sortida dels gasos de fuita i la pressió ambienti, el diàmetre del filtre hauria d'augmentar amb l'altitud, donant a la pressió d'un filtre més temps per actuar sobre (i la reducció de la pressió de sortida i temperatura). Aquest augment és difícil d'aconseguir d'una manera lleugera, encara que es fa rutinàriament amb altres formes de motors de reacció. En els coets, s'utilitiza un filtre dedicat lleuger i s'utilitza generalment una certa reducció en el rendiment atmosfèrica es produeix quan s'utilitza amb criteri diferent del "disseny altitud" o quan escanyat. Per millorar això s'han proposat diversos dissenys de filtres exòtics tals com el filtre d'endoll, un pas filtres, el filtre d'expansió i l'aerospike, cadascuna proporcionant alguna forma per adaptar-se als canvis en la pressió de l'aire ambienti i permetent que el gas s'expandeixi més en contra del filtre, donant embranzida addicional a altes altituds.
En esgotar en un ambient prou baixa pressió (buit) diverses qüestions sorgeixen. Un és l'enorme pes de la tovera, més enllà d'un cert punt, per a un vehicle en particular, l'augment de pes addicional de la tovera en augmentar la seva grandària és major que l'augment de rendiment obtingut. En segon lloc, com els gasos de fuita s'expandeixen adiabàticament dins del filtre es refreden, i, finalment, alguns dels productes químics poden congelar, la producció de 'neu' en el doll. Això provoca inestabilitats en el doll i s'ha d'evitar.
En una tovera Laval, el despreniment de flux de gas de fuita es produeix en un filtre grollerament-expandit. Com el punt de separació no serà uniforme al voltant de l'eix del motor, es pot produir una força lateral en el motor. Aquesta força lateral pot canviar amb el temps i donar lloc a problemes de control amb el vehicle de llançament.

### Orientació de l'embranzida
Els vehicles requereixen típicament l'orientació general de canviar d'adreça sobre la longitud de la cremada. Un nombre de diferents maneres per aconseguir això han estat volat:
- Tot el motor està muntat en una frontissa o un cardan i qualsevol propel·lent alimenta arribar al motor a través de canonades de baixa pressió flexibles o acoblaments giratori.
- Solament la cambra de combustió i la tovera es gimbled, les bombes són fixos, i s'alimenta a alta pressió adjuntar al motor.
- Diversos motors (sovint inclinades en angles lleugerament) es despleguen però escanyat per donar el vector general del que cal, donant solament una penalització molt petita.
- Paletes, que suporten alta temperatura, penetren en els gasos de fuita i es pot inclinar per desviar el doll.
- Els motors són fixos, i propulsors vernier s'utilitzen per dirigir el vehicle.
- Injecció d'aigua dins de la tovera.

## Rendiment general dels motors coet
La tecnologia dels coets pot combinar embranzida molt alts (meganewtons), velocitats de fuita molt altes (al voltant de 10 vegades la velocitat del so en l'aire a nivell del mar) i molt alta relació empenyi / pes (> 100), a més de ser capaç d'operar fora de l'atmosfera, i permetent l'ús de baixa pressió i per tant, els tancs lleugers i estructura.
Els coets es pot optimitzar encara més per a un rendiment encara més extrem al llarg d'un o més d'aquests eixos a costa dels altres.

### Impuls específic
El paràmetre més important per a l'eficiència d'un motor coet és l'impuls per unitat de propulsor, la qual cosa es denomina impuls específic. Això es mesura ja sigui com una velocitat (la velocitat eficaç de l'extractor en metres / segon o peus / s) o com un temps (segons). Un motor que dona un gran impuls específic és normalment molt desitjable.
L'impuls específic que es pot aconseguir és principalment una funció de la barreja de propel·lent (en última instància, és el factor que limita l'impuls específic), però els límits pràctics sobre pressions de la càmera i els coeficients d'expansió de tovera redueixen el rendiment que es pot aconseguir.
Rendiments típics de propel·lents comuns
| barreja                            | Buit Isp (segons) | velocitat eficaç de fuita (m/s) |
| ---------------------------------- | ----------------- | ------------------------------- |
| oxigen líquid/ hidrogen líquid     | 455               | 4462                            |
| oxigen líquid/ querosè (RP-1)      | 358               | 3510                            |
| tetraòxid de dinitrogen/ hidrazina | 344               | 3369                            |

Nota: totes les actuacions en una relació toveres d'expansió de 40

### Embranzida neta
A continuació es mostra una equació aproximada per calcular l'embranzida neta d'un motor coet:
{\displaystyle F_{n}={\dot {m}}\;v_{i}={\dot {m}}\;v_{i-act}+A_{i}(p_{i}-p_{amb})}
| on:                        | |
| {\displaystyle {\dot {m}}} | = Cabal màssic del gas de fuita                                                                                   |
| {\displaystyle v_{i}}      | = Velocitat eficaç de fuita                                                                                       |
| {\displaystyle v_{i-act}}  | = Velocitat del doll real en el pla de sortida de la tovera                                                       |
| {\displaystyle A_{i}}      | = Àrea de flux en el pla de sortida de la tovera (o el plànol en el qual el doll sortint se separen de la tovera) |
| {\displaystyle p_{i}}      | = Pressió estàtica en el pla de sortida de la tovera                                                              |
| {\displaystyle p_{amb}}    | = pressió ambient (o atmosfèrica)                                                                                 |
Atès que, a diferència d'un motor de reacció, un motor coet convencional manca de presa d'aire, no hi ha "arrossegar frontal" a deduir de l'embranzida bruta. En conseqüència, l'embranzida neta d'un motor coet és igual a l'embranzida bruta (a part de la contrapressió estàtica).
El terme {\displaystyle {\dot {m}}\;v_{i-act}\,} representa l'embranzida impulso, que es manté constant en una posició determinada de l'accelerador, mentre que el terme {\displaystyle A_{i}(p_{i}-p_{amb})\,} representa el terme empenyi de la pressió. A tota velocitat, l'embranzida neta d'un motor coet millora lleugerament en augmentar l'altitud, ja que com la pressió atmosfèrica disminueix amb l'altitud, la pressió d'embranzida augmenta termini. En la superfície de la Terra l'embranzida de la pressió es pot reduir fins a en un 30%, depenent del disseny del motor. Aquesta reducció disminueix aproximadament exponencialment a zero en augmentar l'altitud.
L'embranzida màxima per a un motor coet s'aconsegueix maximitzar la contribució dinàmica de l'equació, sense incórrer en sancions de més expansió dels gasos de fuita. Això ocorre quan {\displaystyle p_{i}=p_{amb}}. Atès que els canvis de pressió atmosfèrica amb l'altitud, els motors coet de passen molt poc temps de funcionament a la màxima eficiència.

### Embranzida específica en el buit
A causa que l'impuls específic variable amb la pressió, és útil una quantitat fàcil de comparar i calcular. Degut coets estrangulador en la gola, i perquè la fuita supersònica evita influències externes pressió viatgen aigües amunt, resulta que la pressió a la sortida és idealment exactament proporcional al flux de propel·lent, sempre que les proporcions de barreja i eficiència de la combustió es mantinguin. Per tant, és bastant usual reordenar lleugerament l'equació anterior:
{\displaystyle F_{vac}=C_{f}\,{\dot {m}}\,c^{*}}
i així definir Isp buit com:
{\displaystyle v_{evac}=C_{f}\,c^{*}\,}
on:
  {\displaystyle c^{*}}  =  La velocitat del so constant en la gola
{\displaystyle C_{f}}  =   El coeficient constant d'embranzida del filtre (normalment al voltant de 2)
I per tant:
{\displaystyle F_{n}={\dot {m}}\,v_{evac}-A_{i}\,p_{amb}}

### Regulació de la potència
La potència es poden regular mitjançant el control de la taxa de combustió dels propel·lents (usualment mesurada en kg/s o lliures/s). En els coets líquids i híbrids, el flux de propergol que entra en la càmera es controla per mitjà de vàlvules, en els coets sòlids es controla canviant l'àrea de propel·lent que s'està cremant i això es realitza amb el dissenyat del grano propulsor (i per tant no es pot controlar en temps real, sinó que és alguna cosa preestablert).
Generalment es poden regular cap avall fins a una pressió de sortida d'al voltant d'un terç de la pressió ambienti (sovint la separació del flux límit en les toveres) i fins a un límit màxim determinat únicament per la resistència mecànica del motor.
En la pràctica, el grau en què els coets es poden regular varia granment, però la majoria dels coets es poden regular per un factor de 2, sense gran dificultat. La limitació típica és l'estabilitat de la combustió, com per exemple, els injectors necessita una pressió mínima per evitar l'activació d'oscil·lacions perjudicials (chugging o inestabilitats de combustió); però els injectors sovint pot ser optimitzats i provats per a gammes més àmplies. Els coets de combustible sòlids es poden regular mitjançant l'ús de grans de manera que variaran la seva àrea de superfície al llarg de la combustió.

### Eficiència energètica

Eficiència energètica de la propulsió a reacció en funció de la velocitat del vehicle dividida per la velocitat de fuita eficaç

Per estudiar l'eficiència energètica d'un motor coet hem d'estudiar dos aspectes un de termodinàmic, la conversió de l'energia tèrmica dels gasos dins de la cambra de combustió en cinètica en el doll. I d'altra banda aquesta la transferència de l'energia cinètica del doll al vehicle.
Les toveres dels motors coet són sorprenentment eficaces màquines tèrmiques per generar un doll d'alta velocitat, com a conseqüència de la combustió d'alta temperatura i alta relació de compressió. Les toveres dels coets donen una excel·lent aproximació a l'expansió adiabàtica que és un procés reversible i, per tant, donen eficiències que estan molt a prop a la del cicle de Carnot. Tenint en compte les temperatures aconseguides, es pot aconseguir més del 60% d'eficiència amb els coets químics. Però en els motors amb propergols líquids cal descomptar el treball necessari per impulsar-los i augmentar la seva pressió. Existeixen diversos esquemes, alguns utilitzen substàncies diferents i uns altres crema part dels propergols per impulsar la turbobomba. La qual cosa penalitza el rendiment tèrmic global i el mecànic ja que cal portar més pes, combustible i infraestructura.
Però el rendiment total és més baix ja que per a un vehicle que empra un motor coet de l'eficiència energètica òptima succeeix quan la velocitat del vehicle coincideix amb la velocitat de fuita dels gasos. L'eficiència energètica és gairebé nul·la a velocitat zero, com para qualsevol tipus de propulsió a raig. Va augmentat fins a arribar a l'òptim i després torna a disminuir de forma més lenta. Vegeu l'eficiència energètica dels coets per a més detalls.

### Relació empeny-pes
Els motors coet, de tots els motors de reacció, de fet, essencialment a tots els motors, tenen la major embranzida en relació al pes. Això és especialment cert per als motors coet de propulsant líquid.
Aquest alt rendiment es deu al petit volum dels recipients a pressió que componen el motor-les bombes, canonades i cambres de combustió implicats. La falta de conducte d'entrada i l'ús d'un propel·lent líquid dens permet que el sistema de pressurització ser petit i lleuger, mentre que els motors de conducte ha de tractar amb aire que té una densitat d'al voltant de mil vegades menor.
| Motor Jet o coet                                                        | Massa, kg (lbs) | Embranzida, kN (lbs) | Relació empeny a pes |
| ----------------------------------------------------------------------- | --------------- | -------------------- | -------------------- |
| motor coet nuclear RD-0410                                              | 2000            | 35.2                 | 1.8                  |
| Pratt & Whitney J58 (motor del SR-71 Blackbird)                         | 2722            | 150                  | 5.2                  |
| Motor del Concorde: Rolls-Royce/Snecma Olympus 593 turbojet with reheat | 3175            | 169.2                | 5.4                  |
| Pratt & Whitney F119                                                    | 1800            | 91                   | 7.95                 |
| motor coet RD-0750, de tres-propergols                                  | 4621            | 1413                 | 31.2                 |
| motor coet RD-0146                                                      | 260             | 98                   | 38.5                 |
| SSME motor coet del Transbordador Espacial                              | 3177            | 2278                 | 73.2                 |
| motor coet RD-180                                                       | 5393            | 4152                 | 78.6                 |
| motor coet RD-170                                                       | 9750            | 7906                 | 82.7                 |
| F-1 (Saturn V first stage)                                              | 8391            | 7740.5               | 94.1                 |
| motor coet NK-33                                                        | 1222            | 1638                 | 136.8                |
| motor coet Merlin 1D                                                    | 440             | 690                  | 160                  |

|                          | RL-10                 | HM7B                              | Vinci                 | KVD-1                | CE-7.5               | CE-20                             | YF-75                             | YF-75D                | RD-0146               | ÉS-702                            | ÉS-1001                           | LI-5                              | LI-5A                                                                   | LI-5B                                                                  |
| ------------------------ | --------------------- | --------------------------------- | --------------------- | -------------------- | -------------------- | --------------------------------- | --------------------------------- | --------------------- | --------------------- | --------------------------------- | --------------------------------- | --------------------------------- | ----------------------------------------------------------------------- | ---------------------------------------------------------------------- |
| País d'origen            | Estats Units          | França                            | França                | Unió Soviètica       | Índia                | Índia                             | R.P. de la Xina                   | R.P. de la Xina       | Rússia                | Japó                              | Japó                              | Japó                              | Japó                                                                    | Japó                                                                   |
| Cicle                    | Cicle expansor (coet) | Cicle amb generador de gas (coet) | Cicle expansor (coet) | Combustió escalonada | Combustió escalonada | Cicle amb generador de gas (coet) | Cicle amb generador de gas (coet) | Cicle expansor (coet) | Cicle expansor (coet) | Cicle amb generador de gas (coet) | Cicle amb generador de gas (coet) | Cicle amb generador de gas (coet) | Cicle expansor amb purga (o cicle expansor obert) ?Expansor de filtres? | Cicle expansor amb purga (o cicle expansor obert) ?Expansor de càmera? |
| Embranzida (vac.)        | 66,7 kN (15.000 lbf)  | 62,7 kN                           | 180 kN                | 69.6 kN              | 73 kN                | 200 kN                            | 78,45 kN                          | 88,26 kN              | 98,1 kN (22.054 lbf)  | 68,6kN (7,0 tf)                   | 98kN (10,0 tf)                    | 102,9kN (10.5 tf)                 | r121,5kN (12,4 tf)                                                      | 137,2kN (14 tf)                                                        |
| Relació de barreja       |                       |                                   |                       |                      |                      |                                   | 5,2                               | 6,0                   |                       | 5,2                               | 6,0                               | 5,5                               | 5                                                                       | 5                                                                      |
| Ràtio només de boca      | 40                    |                                   |                       |                      |                      | 100                               | 80                                | 80                    |                       | 40                                | 40                                | 140                               | 130                                                                     | 110                                                                    |
| Isp (vac.)               | 433                   | 444,2                             | 465                   | 462                  | 454                  | 443                               | 438                               | 442                   | 463                   | 425                               | 425                               | 450                               | 452                                                                     | 447                                                                    |
| Pressió de la càmera:MPa | 2,35                  | 3,5                               | 6,1                   | 5,6                  | 5,8                  | 6,0                               | 3,68                              |                       | 7,74                  | 2,45                              | 3,51                              | 3.65                              | 3,98                                                                    | 3,58                                                                   |
| LH₂ TP rpm               |                       |                                   |                       |                      |                      |                                   |                                   |                       | 125.000               | 41.000                            | 46.310                            | 50.000                            | 51.000                                                                  | 52.000                                                                 |
| LOX TP rpm               |                       |                                   |                       |                      |                      |                                   |                                   |                       |                       | 16.680                            | 21.080                            | 16.000                            | 17.000                                                                  | 18.000                                                                 |
| Longitud m               | 1,73                  | 1,8                               | 2,24,2                | 2,14                 | 2,14                 |                                   | 2,8                               |                       | 2,2                   |                                   |                                   | 2,68                              | 2,69                                                                    | 2,79                                                                   |
| Pes sec en kg            | 135                   | 165                               | 280                   | 282                  | 435                  | 558                               | 550                               |                       | 242                   | 255.8                             | 259.4                             | 255                               | 248                                                                     | 285                                                                    |

Les embranzides dels coets són en el buit tret que s'indiqui el contrari
Dels propulsors líquids utilitzats el de pitjor densitat, més baixa, és l'hidrogen líquid. Encara que aquest propulsor posseeix grans virtuts en molts sentits, té una densitat molt baixa, aproximadament un catorzè de la de l'aigua. Això fa que les turbobombes i canonades més grans i pesades, i això es reflecteix en la relació de l'embranzida al pes dels motors que s'utilitzen (per exemple el SSME) en comparació d'aquells que no ho fan (NK-33).